# Amegilla punctifrons
Amegilla punctifrons is een vliesvleugelig insect uit de familie bijen en hommels (Apidae). De wetenschappelijke naam van de soort is voor het eerst geldig gepubliceerd in 1871 door Walker.
De diersoort komt voor in Zimbabwe.